# Кокман
Ко́кман (рос. Кокман) — село в Красногорському районі Удмуртії, Росія.

## Населення
Населення — 333 особи (2010; 426 в 2002).
Національний склад станом на 2002 рік:
- росіяни — 80 %

## Галерея

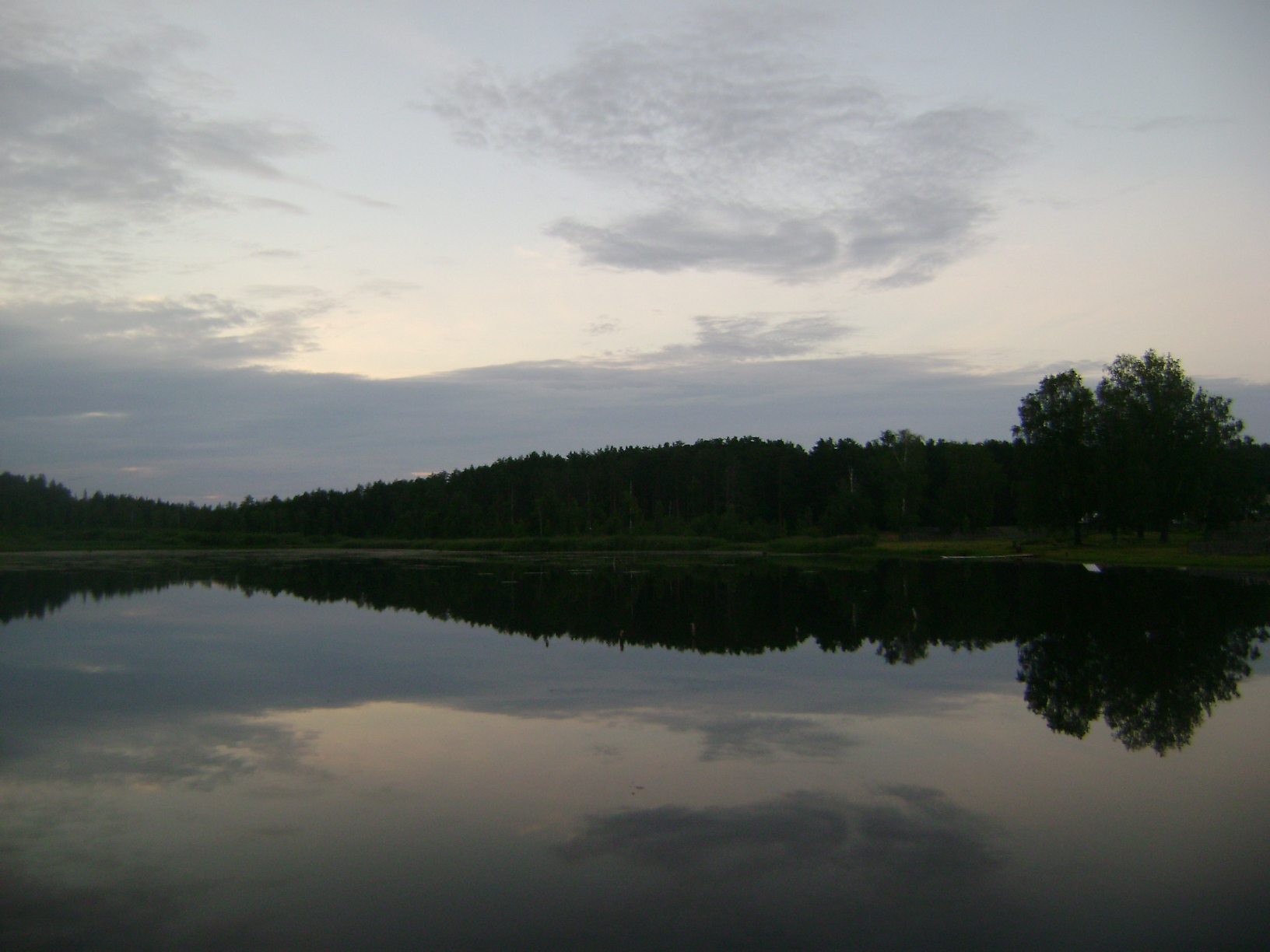
Кокманський став
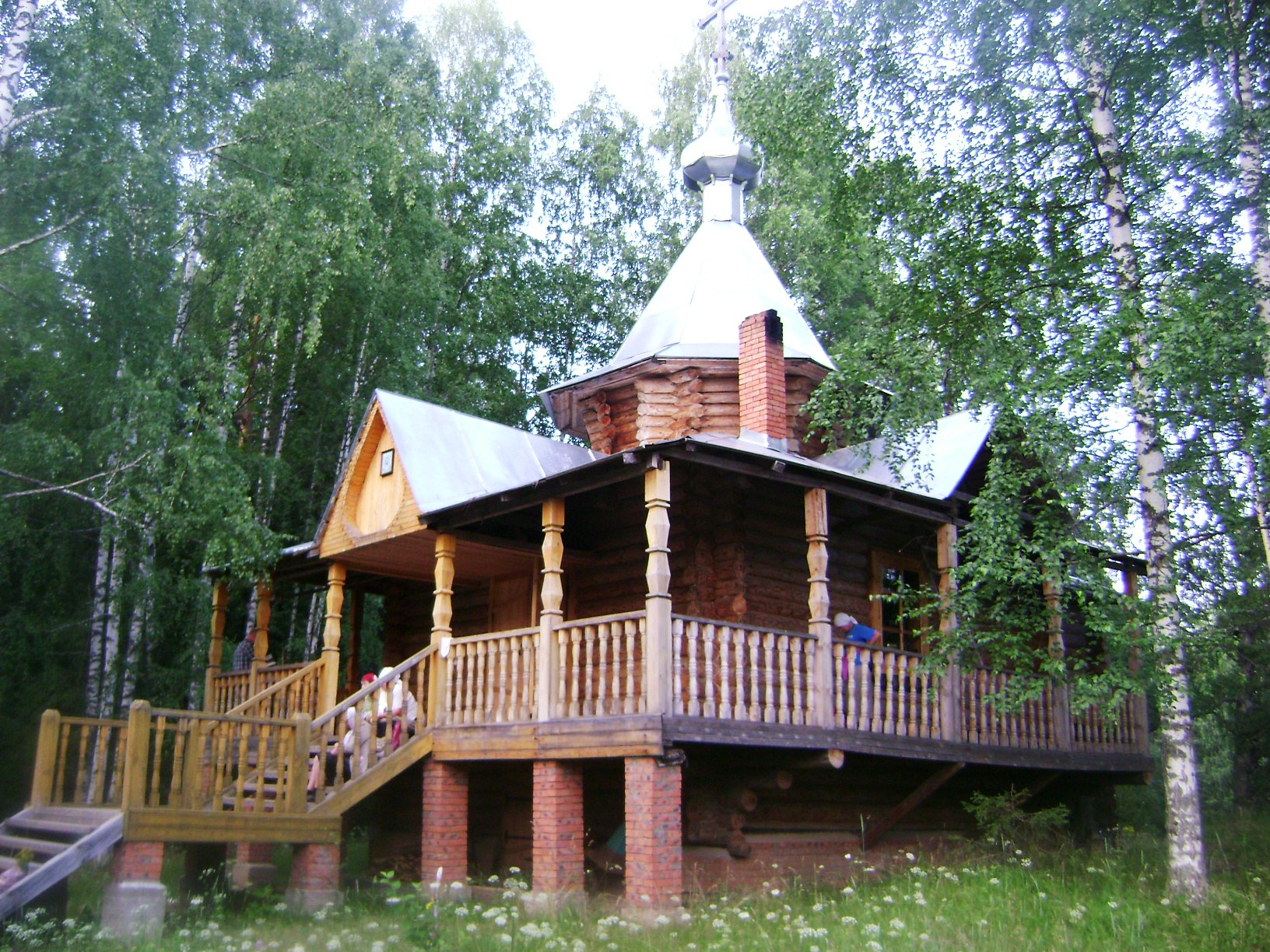
Дерев'яна церква Спаса Нерукотворного